# Котельников, Пётр Иванович
Пётр Иванович Котельников (1809—1879) — русский математик, профессор, доктор философии. Отец математика А. П. Котельникова, дед учёного-радиотехника В. А. Котельникова.

## Биография
Родился в 1809 году в Судже Курской губернии, в обедневшей дворянской семье. Рано остался сиротой и воспитывался в семье двоюродного дяди. Начальное образование получил в уездном училище и в Курской гимназии. В четырнадцать лет поступил в Харьковский университет, который окончил в 1828 году, получив степень кандидата физико-математических наук.
По окончании Харьковского университета был направлен в Профессорский институт при Дерптском университете. , где учился у Перевощикова, Бартельса и Струве. Как писал, учившийся там же Н. И. Пирогов:

Котельников, больной и хилый, но гениальный математик, по уверениям профессоров Бартельса и Струве и по уверению товарищей день и ночь сидит над математическими выкладками; он изучил все тонкости небесной механики Лапласа. От Котельникова все ожидают, что он займет высшее место (выше самого Остроградского)…

Удостоенный 8 февраля 1833 года, после защиты диссертации «Exponuntur formulae analyticae quibus perturbatio motus giratorii terrae determinatur», степени доктора философии и магистра свободных наук, он был направлен за границу и в течение двух лет находился в Берлинском университете, где занимался у Штейнера и Дирихле, «уже не мог заниматься так усиленно и так плодотворно, как прежде; он сам жаловался Пирогову не только на припадки удушья, но и на то, что временами ощущает какую-то странную тяжесть, точно камень, в мозгу».
В 1835 году, после пробной лекции в Императорской академии наук, получил направление в Казанский университет, где ему было поручено чтение аналитической механики и статики. С 1 августа 1837 года он стал экстраординарным профессором Казанского университета и помогал Лобачевскому читать алгебру и дифференциальное исчисление; уже 3 марта 1838 года был возведён в звание ординарного профессора, несмотря на наличие вакансии в университете ( то есть с сохранением оклада экстраординарного профессора). 
В 1839 году был избран деканом физико-математического факультета (до января 1862), неоднократно исправлял должность ректора (летом 1855, 1858 и 1860 гг. в ноябре 1858—январе 1859 гг.); с мая 1863 года был заслуженным профессором; 3 марта 1878 года был единогласно избран почётным членом Казанского университета. Читал лекции по всем отделам чистой и прикладной математики, читал также публичные лекции прикладной механики и общедоступной астрономии, всегда привлекавшие многочисленных слушателей. По отзывам его слушателей, «внешняя отделка его лекций была изумительна; ясность изложения была так велика, что, пожалуй, являлась даже и излишней, ибо слушателю почти не приходилось прилагать труда для усвоения читаемого. Изложение свое он еще сопровождал чрезвычайно удачными остротами и каламбурами, из которых многие надолго сохранились в памяти слушателей».
С 1854 года он безвозмездно преподавал физику в Родионовском институте благородных девиц.
Кроме математики, П. И. Котельников отлично ориентировался в философии Гегеля, которой заинтересовался в Берлине; наконец, он был также отличным знатоком музыки и хорошим пианистом. 
Умер 28 мая (9 июня) 1879 года и был похоронен в Казани.

## Сочинения
- диссертация «Exponuntur formulae analyticae quibus perturbatio motus giratorii terrae determinatur» (Об аналитических формулах, определяющих возмущение движения земного шара)
- «О численном значении некоторых сумм» («Учёные записки Казанского университета», 1848);
- «Преобразование дифференциального параметра {\displaystyle (\partial ^{2}V/\partial x^{2})+(\partial ^{2}V/\partial y^{2})+(\partial ^{2}V/\partial z^{2})}»

актовые речи:
- «О предубеждениях против математики» (1842)
- «Судьба астрономической географии в России» (1851).

## Семья
Дети:
- Елизавета Петровна (1856—1922), член Казанского физико-математического общества
- Александр Петрович (1865—1944), математик, профессор Казанского университета 
  - Владимир Александрович (1908—2005), внук, учёный-радиотехник